# Rally Circuito de Irlanda de 2014
El Rally Circuito de Irlanda de 2014 fue la 72.ª edición y la cuarta ronda de la temporada 2014 del Campeonato de Europa de Rally. Se celebró del 17 al 19 de abril y contó con un itinerario de dieciocho tramos sobre asfalto que sumaban un total de 230,62 km cronometrados.
El ganador fue el finés del equipo Škoda Esapekka Lappi a bordo del Skoda Fabia S2000 que lideró la prueba de principio a fin y marcó el mejor tiempo en diez de los dieciocho tramos. El irlandés Craig Breen del equipo Peugeot finalizó el primer día de carrera segundo muy cerca de Lappi, pero un problema en el radiador de su Peugeot 208 T16 le obligó a abandonar al comienzo de la segunda jornada de la prueba. Su compañero de equipo Kevin Abbring había sufrió el mismo problema en el octavo tramo. Esta situación permitió a Lappi liderar la prueba con comodidad y la lucha en cabeza se centró entre Sepp Wiegand y Robert Barrable por la segunda posición. Wiegand marcó cuatro scratch y adelantó en la clasificación a Barrable en el penúltimo tramo. Otro abandono destacado fue el de Sam Moffet que había sido el más rápido en el undécimo tramo pero una avería en su Ford Fiesta RRC permitió a Robert Consani subir hasta la cuarta plaza.
El triunfo en Irlanda de Lappi le permitió hacerse con el liderato del Campeonato de Europa con 98 puntos. Craig Breen se mantiene en la segunda plaza con 69 y Sepp Wiegand empata con Vasily Gryazin en 48.

## Itinerario y ganadores
| Día   | SS   | Nombre            | Distancia | Ganador        | Tiempo  | Veloci. media | Líder rally    |
| ----- | ---- | ----------------- | --------- | -------------- | ------- | ------------- | -------------- |
| Día 1 | SS1  | Loughries Village | 6.92 km   | Esapekka Lappi | 3:54.0  | 106.46 km/h   | Esapekka Lappi |
| Día 1 | SS2  | Bucks Head 1      | 14.64 km  | Esapekka Lappi | 7:18.4  | 120.22 km/h   | Esapekka Lappi |
| Día 1 | SS3  | Hamiltons Folly 1 | 17.02 km  | Esapekka Lappi | 8:47.1  | 116.24 km/h   | Esapekka Lappi |
| Día 1 | SS4  | Lough Henney 1    | 10.55 km  | Esapekka Lappi | 5:39.5  | 111.87 km/h   | Esapekka Lappi |
| Día 1 | SS5  | Ballygowan 1      | 9.92 km   | Esapekka Lappi | 5:03.5  | 117.67 km/h   | Esapekka Lappi |
| Día 1 | SS6  | Bucks Head 2      | 14.64 km  | Esapekka Lappi | 7:08.1  | 123.1 km/h    | Esapekka Lappi |
| Día 1 | SS7  | Hamiltons Folly 2 | 17.02 km  | Esapekka Lappi | 8:38.0  | 118.3 km/h    | Esapekka Lappi |
| Día 1 | SS8  | Lough Henney 2    | 10.55 km  | Craig Breen    | 5:35.0  | 113.4 km/h    | Esapekka Lappi |
| Día 1 | SS9  | Ballygowan 2      | 9.92 km   | Craig Breen    | 4:58.6  | 119.6 km/h    | Esapekka Lappi |
| Día 1 | SS10 | Newtownards TT    | 2.30 km   | Craig Breen    | 2:03.1  | 67.3 km/h     | Esapekka Lappi |
| Día 2 | SS11 | Bulls Brook 1     | 13.53 km  | Sam Moffett    | 7:52.3  | 103.1 km/h    | Esapekka Lappi |
| Día 2 | SS12 | Bronte Homeland 1 | 29.02 km  | Esapekka Lappi | 16:09.4 | 107.8 km/h    | Esapekka Lappi |
| Día 2 | SS13 | Gregorlough 1     | 14.89 km  | Sepp Wiegand   | 8:46.4  | 101.8 km/h    | Esapekka Lappi |
| Día 2 | SS14 | Lisburn 1         | 1.13 km   | Sepp Wiegand   | 1:00.4  | 67.4 km/h     | Esapekka Lappi |
| Día 2 | SS15 | Lisburn 2         | 1.13 km   | Esapekka Lappi | 0:59.6  | 68.3 km/h     | Esapekka Lappi |
| Día 2 | SS16 | Bulls Brook 2     | 13.53 km  | Sepp Wiegand   | 7:40.2  | 105.8 km/h    | Esapekka Lappi |
| Día 2 | SS17 | Bronte Homeland 2 | 29.02 km  | Sepp Wiegand   | 15:47.3 | 110.3 km/h    | Esapekka Lappi |
| Día 2 | SS18 | Gregorlough 2     | 14.89 km  | Esapekka Lappi | 8:38.1  | 103.5 km/h    | Esapekka Lappi |

## Clasificación final
| Pos. | Piloto          | Copiloto           | Automóvil                | Tiempo    | Diferencia |
| ---- | --------------- | ------------------ | ------------------------ | --------- | ---------- |
| 1    | Esapekka Lappi  | Janne Ferm         | Škoda Fabia S2000        | 2:06:15.5 | -          |
| 2    | Sepp Wiegand    | Frank Christian    | Škoda Fabia S2000        | 2:08:05.8 | +1:50.3    |
| 3    | Robert Barrable | Stuart Loudon      | Ford Fiesta R5           | 2:08:13.0 | +1:57.5    |
| 4    | Robert Consani  | Vincent Landais    | Peugeot 207 S2000        | 2:11:41.3 | +5:25.8    |
| 5    | Neil Simpson    | Claire Mole        | Škoda Fabia S2000        | 2:12:49.0 | +6:33.5    |
| 6    | Daniel McKenna  | Arthur Kierans     | Citroën DS3 R3T          | 2:17:02.0 | +10:46.5   |
| 7    | Josh Moffett    | John Rowan         | Mitsubishi Lancer Evo IX | 2:17:16.1 | +11:00.6   |
| 8    | Jan Černý       | Pavel Kohout       | Peugeot 208 VTi R2       | 2:19:12.9 | +12:57.4   |
| 9    | Jonathan Greer  | Kirsty Riddick     | Citroën DS3 R3T          | 2:20:05.6 | +13:50.1   |
| 10   | Alex Parpottas  | Alexander Kihurani | Ford Fiesta R2           | 2:21:25.6 | +15:10.1   |

| Predecesor: Acrópolis 2014 | ERC 2014 | Sucesor: Azores 2014 |